# Canelos
Canelos ist eine Ortschaft und eine Parroquia rural („ländliches Kirchspiel“) im Kanton Pastaza der ecuadorianischen Provinz Pastaza. Die Parroquia besitzt eine Fläche von 452,3 km². Die Einwohnerzahl lag im Jahr 2010 bei 2173. Die Parroquia wurde am 13. November 1911 gegründet.

## Lage
Die Parroquia liegt im Amazonastiefland von Ecuador. Der Hauptort Canelos befindet sich am Oberlauf des Río Bobonaza an der Einmündung des Río Copotaza. Der Ort liegt auf einer Höhe von 470 m knapp 30 km ostsüdöstlich der Provinzhauptstadt Puyo. Von der Fernstraße E45 zweigt 25 km südlich von Puyo eine 15 km lange Stichstraße nach Osten ab und führt nach Canelos.
Der Río Bobonaza durchquert das Areal in überwiegend südöstlicher Richtung. Der Río Villano fließt entlang der nördlichen Verwaltungsgrenze nach Osten. Im Westen wird das Gebiet von einem niedrigen Höhenrücken begrenzt, der entlang dem östlichen Flussufer des Río Pastaza verläuft. Die Längsausdehnung in WSW-ONO-Richtung beträgt etwa 37 km, die Breite liegt bei etwa 15 km.
Die Parroquia Canelos grenzt im Osten und im Süden an die Parroquia Sarayacu, im Westen an die Parroquia Simón Bolívar, im Nordwesten an die Parroquia Veracruz, im westlichen Norden an die Parroquia El Triunfo sowie im östlichen Norden
an die Parroquia Curaray (Kanton Arajuno).